# Stora Gårdsjön
Stora Gårdsjön är en sjö i Örebro kommun i Närke och ingår i Norrströms huvudavrinningsområde. Sjön har en area på 0,57 kvadratkilometer och ligger 222,2 meter över havet. Vid provfiske har abborre fångats i sjön.

## Delavrinningsområde
Stora Gårdsjön ingår i det delavrinningsområde (658136-145260) som SMHI kallar för Mynnar i Tysslingen. Medelhöjden är 150 meter över havet och ytan är 39,84 kvadratkilometer. Det finns inga avrinningsområden uppströms utan avrinningsområdet är högsta punkten. Frösvidalsån som avvattnar avrinningsområdet har biflödesordning 3, vilket innebär att vattnet flödar genom totalt 3 vattendrag innan det når havet efter 232 kilometer. Avrinningsområdet består mestadels av skog (72 procent) och jordbruk (17 procent). Avrinningsområdet har 0,85 kvadratkilometer vattenytor vilket ger det en sjöprocent på 2,1 procent.